# Rob Warner
Rob Warner, né le 16 novembre 1970 à Reading, est un coureur cycliste britannique, spécialiste de VTT de descente. Il a notamment remporté une manche de Coupe du monde de descente en 1996. Il est actuellement le commentateur officiel du diffuseur Redbull pour la coupe du monde de VTT ainsi que les championnats du monde.

## Palmarès en VTT

### Championnats du monde
- Kirchzarten 1995
  - 10e de la descente
- Mont Sainte-Anne 1998
  - 10e de la descente

### Coupe du monde
Coupe du monde de descente
- 1994 :  un podium sur la manche de Mont Sainte-Anne
- 1996 : 9e du classement général, vainqueur de la manche de Kaprun
- 1997 : 6e du classement général

### Championnats d'Europe
- Špindlerův Mlýn 1995
  - 7e de la descente
- Wałbrzych 2000
  - 7e de la descente

### Championnats de Grande-Bretagne
- 1997
  -  Champion de Grande-Bretagne de descente
- 1998
  -  Champion de Grande-Bretagne de descente
- 2000
  - 2e de la descente
- 2001
  -  Champion de Grande-Bretagne de descente

## Distinctions
- Mountain Bike Hall of Fame : 2023